# Національна академія правових наук України
Національна академія правових наук України — вища галузева наукова установа України (з 1993 р.). До 1993 р. академія діяла в статусі громадської організації.
Основними завданнями академії є:
- комплексний розвиток правової науки, проведення фундаментальних і прикладних досліджень у галузі держави та права;
- наукове забезпечення правотворчої діяльності державних органів, вивчення й узагальнення механізмів реалізації актів законодавства;
- визначення пріоритетних напрямів розбудови правової держави, наукове забезпечення здійснюваних реформ, підготовка практичних рекомендацій щодо вдосконалення діяльності органів державної влади;
- сприяння поширенню правової інформації, формуванню правосвідомості громадян, розвитку юридичної освіти в Україні;
- узагальнення світового досвіду правового регулювання суспільних відносин;
- інтеграція академічної, вузівської та галузевої правової науки з метою вироблення єдиної політики у цій сфері;
- підтримка талановитих науковців, сприяння науковій творчості молоді в галузі права.

Київський регіональний центр Академії правових наук України, 2011.

## Історія
Наприкінці 1991 р. група науковців і практичних працівників виступила з ініціативою створення Всеукраїнського громадського об'єднання «Академія правових наук України». 4 березня 1992 р. в Харкові у приміщенні Харківської юридичної академії відбулася установча конференція Академії, першим її президентом став ректор Харківської юридичної академії Василь Якович Тацій. Процес створення Академії правових наук України як громадської організації завершився офіційною реєстрацією її Статуту Міністерством юстиції України 31 березня 1992 р.
Академія правових наук України заснована як вища галузева наукова установа «…виходячи з необхідності комплексного розвитку правової науки та створення наукових засад розбудови української державності…» згідно з Указом Президента України «Про Академію правових наук України» від 23 липня 1993 р. № 275/93.
«…З метою сприяння дальшому комплексному розвитку правової науки, підвищення ефективності наукових досліджень у сфері державознавства і права та наукового забезпечення правотворчої діяльності органів державної влади у процесі трансформації політичної системи суспільства, консолідації провідних наукових шкіл, максимально ефективного використання творчого потенціалу працівників наукових установ і професорсько-викладацького складу вищих навчальних закладів юридичного профілю з різних регіонів України» згідно з Указом Президента України «Питання Академії правових наук України» від 10 лютого 2009 р. № 80/2009 в структурі Академії створено чотири регіональних центра: Східний (м. Харків), Західний (м. Львів), Південний (м. Одеса), Центральний (м. Київ, на базі діючого Київського регіонального центру Академії), та визначено нове місцезнаходженням керівних органів Академії — м. Київ.
«Ураховуючи провідну роль Академії правових наук України у забезпеченні комплексного розвитку правової науки, проведенні фундаментальних та прикладних наукових досліджень у галузі держави і права, значний внесок у підготовку наукових кадрів» 23 лютого 2010 р. згідно з Указом Президента України № 233/2010 «Про надання Академії правових наук України статусу національної» академії надано статус національної і надалі іменовано — Національна академія правових наук України.
Друкований орган НАПрНУ — «Вісник Академії правових наук України».

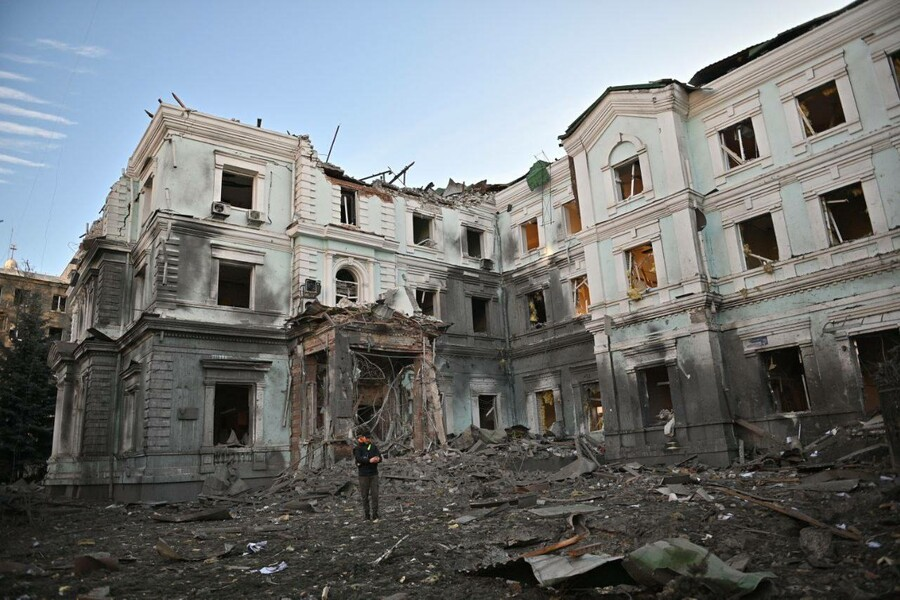
Будівля академії на вулиці Григорія Сковороди після ракетного удару

23 січня 2024 року будівля академії в Харкові на вулиці Пушкінській була частково зруйнована російським ракетним ударом. Одна ракета С-300 пробила дах та знищила центральний хол, інша залишила воронку у дворі. З цього приводу Президія Академії оприлюднила 25 січня Звернення, в якому, зокрема, зазначено: «Обстрілу зазнав історичний, культурний центр міста без жодних військових та стратегічних об’єктів. Внаслідок цього було знищено приміщення президії Національної академії правових наук України – пам’ятку архітектури, яка була зведена ще наприкінці ХІХ сторіччя й пережила першу та другу світові війни. Місце, яке стало символом становлення та розвитку правової системи незалежної України, в стінах якого здійснювалась підготовка проєктів Конституції України, кримінального, цивільного, кримінально-процесуального кодексів та інших найважливіших проєктів нормативно-правових актів, стратегічних та програмних документів держави. Це місце, яке об’єднало цілі покоління провідних правників нашої держави, стало головним джерелом творчого натхнення для дійсних членів (академіків) та членів-кореспондентів, співробітників наукових установ Академії. Попри надскладні стресові умови, постійні обстріли та повітряні тривоги, відсутність електропостачання президія Академії гідно виконує свої статутні завдання, здійснює організаційне забезпечення та координацію виконання фундаментальних досліджень науковими установами на найвищому рівні, і першочергово досягає вагомих наукових результатів задля утвердження миру, спільної перемоги над ворогом та подальшого процвітання, економічного зростання та всебічного розвитку нашої держави». Через три дні після цього обстрілу вулиця Пушкінська була перейменована на вулицю Григорія Сковороди.
5 лютого 2024 року НАПНУ подала позовну заяву до суду, вимагаючи від держави-агресора відшкодування заподіяної моральної шкоди. Представником академії в цьому судовому процесі вказано академіка Володимира Журавля, президента цієї Академії, а третьою особою — Національне агентство з питань виявлення, розшуку та управління активами, одержаними від корупційних та інших злочинів. Позов принято до розгляду Київським районним судом міста Харкова. Відбувся автоматизований розподіл справи між суддями.

## Дійсні члени-засновники
Дійсними членами-засновниками академії затверджені 17 науковців-правознавців України: Бабій Б. М., Бурчак Ф. Г., Васильєв А. С., Воронова Л. К., Гончаренко В. Г., Грошевий Ю. М., Закалюк А. П., Костицький М. В., Мамутов В. К., Рогожин А. Й., Семчик В. І., Сташис В. В., Тимченко І. А., Цвєтков В. В., Цвік М. В., Шемшученко Ю. С., Юзьков Л. П.

## Структура
У своєму складі академія має такі відділення:
- Теорії та історії держави і права;
- Державно-правових наук і міжнародного права;
- Цивільно-правових наук;
- Екологічного, господарського та аграрного права;
- Кримінально-правових наук.

Згідно з Указом Президента України «Питання Академії правових наук України» від 10 лютого 2009 р. № 80/2009 у структурі академії утворено відділення проблем державотворення і конституційного права.
До складу академії входять такі установи та організації:
- Науково-дослідний інститут вивчення проблем злочинності імені академіка В. В. Сташиса (м. Харків);
- Видавництво «Право»;
- Науково-дослідний інститут державного будівництва та місцевого самоврядування (м. Харків);
- Науково-дослідний інститут інтелектуальної власності (м. Київ);
- Науково-дослідний інститут інформатики і права (м. Київ);
- Науково-дослідний інститут приватного права і підприємництва імені академіка Ф. Г. Бурчака (м. Київ);
- Науково-дослідний інститут правового забезпечення інноваційного розвитку (м. Харків).